# Kranji (przedmieście)
Kranji – przedmieście w północno-zachodniej części Singapuru, około 22 km od centrum tego miasta. Komunikacyjnie połączony z resztą miasta dzięki Stacji MRT Kranji oraz połączeniu autobusowemu linii 170 z Przystanku Autobusowego Queen Street (Queen Street Bus Terminal) do Przystanku Autobusowego Larkin (Larkin Terminal) w Johor Bahru.
Nazwa Kranji wzięła się od malajskiej nazwy jednego z lokalnych gatunków drzew - tamaryndowca aksamitnego (łac. Dialium indum), która w tym języku brzmi kranji lub keranji. Aczkolwiek jego obfitość w tym regionie od połowy XIX wieku znacząco się zmniejszała.
Pierwsze połączenie kolejowe z Singapuru (z Tank Road) do Kranji zostało otwarte w 1903 roku. W 1909 roku otwarto Kolej Stanu Johor a w 1912 roku obydwa te połączenia weszły w skład (powstałych w 1901 roku) kolei Federacji Stanów Malajskich. Po zakończeniu budowy Grobli Johor-Singapur w 1923 roku, linie łączące Kranji z Singapurem dołączyły do zunifikowanych Kolei Federacji Stanów Malajskich. Zanim to nastąpiło, od 1903 do 1923 roku, transportem zajmowały się promy należące do kolei, które kursowały pomiędzy nadbrzeżem Woodlands a pirsem Abu Bakar.
Przed inwazją japońską na Malaje i Singapur w Kranji rozlokowany był obóz wojskowy. Obecnie w tym miejscu znajduje się Cmentarz Wojenny Kranji oraz Pomnik Wojenny Kranji, upamiętniające trzydzieści tysięcy żołnierzy Brytyjskiej Wspólnoty Narodów, poległych w czasie II wojny światowej w Singapurze, na Malajach, na Jawie i na Sumatrze.
W czasach współczesnych Kranji jest atrakcyjną dzielnicą mieszkaniową Singapuru, składającą się głównie z domków jednorodzinnych, co jest dość nietypowe dla Singapuru, w którym dominują wysokie budynki wielorodzinne i apartamentowce. Kranji jest również terenem częściowo zajętym przez przemysł.
W Kranji swoją siedzibę ma Singapore Turf Club, który zajmuje się zarządzaniem, otwartym w 2000 roku, Kranji Racecourse -jedynym miejscem w Singapurze, w którym odbywają się wyścigi konne (w tym wypadku koni pełnej krwi angielskiej). Kranji Racecourse położone jest przy 1 Turf Club Avenue, tuż obok Stacji MRT Kranji.
Na terenie Kranji położona jest Farma Organiczna Bollywood Veggies. Założona w 2000 roku przez Ivy Singh-Lim oraz jej męża Lim Ho Senga (byłego dyrektora generalnego NTUC FairPrice).
W Kranji znajduje się również zbiornik retencyjny (Kranji Reservoir), który utworzono dzięki zbudowaniu tamy na rzece Kranji. Zbiornik ma powierzchnię 450 hektarów, a jego maksymalna głębokość wynosi 17 metrów (przeciętna: 3,5 m). Zbiornik, wraz z otaczającym go parkiem, jest popularnym w Singapurze miejscem rekreacyjnym (pikniki, wędkarstwo). Jest to też miejsce historyczne z uwagi na wydarzenia z czasów II wojny światowej, o czym przypomina umieszczona tam tablica pamiątkowa.

## Źródła
- Victor R Savage, Brenda S A Yeoh (2003), Toponymics - A Study of Singapore Street Names, Eastern Universities Press, ISBN 981-210-205-1
- Romen Bose (2006), "Kranji - The Commonwealth War Cemetery and the Politics of the Dead", Marshall Cavendish Editions, ISBN 981-261-275-0